# William Lever (2e vicomte Leverhulme)
William Hulme Lever (25 mars 1888 - 27 mai 1949), est un homme politique et un homme d'affaires britannique.

## Famille
Il est le fils de William Hesketh Lever et Elizabeth Ellen, fille de Crompton Hulme de Bolton.
Il fait ses études au Collège d'Eton et est diplômé de Université de Cambridge (Trinity College) en 1913 avec une maîtrise en arts. William Hulme Lever passe ses premières années à Thornton Manor dont il hérite après la mort de son père en 1925.
Il se marie deux fois. Sa première épouse est Marion Beatrice Smith (6 juillet 1886 – 30 août 1987), fille de Bryce Smith et qu'il épouse le 13 avril 1912 et divorce en 1936. Ils ont trois enfants : Elizabeth Ruth Lever (9 avril 1913 - 16 avril 1972) ; son fils Philip Lever (3e vicomte Leverhulme) (1er juillet 1915 - 4 juillet 2000) ; sa deuxième fille Rosemary Gertrude Alexandra Lever (23 avril 1919 - 16 octobre 1994). Il épouse Winifred Agnes Lloyd, fille du lieutenant-colonel JE Lloyd, le 20 janvier 1937.

## Carrière
Il est cofondateur d'Unilever en 1930. Sa société, Lever Brothers, fusionne avec Margarine Unie cette année-là.
En raison de la fusion des deux entreprises, de nombreux employés de l'usine Warrington sont transférés à Londres, notamment des cadres supérieurs. Cela a pour effet de perturber la fréquentation des loges maçonniques de la ville industrielle de Lever Brothers, et en conséquence une nouvelle loge est formée, nommée Mersey Lodge, no. 5434. La pétition pour former Mersey Lodge est signée par le maître et les directeurs du Royal Alfred Lodge le 8 septembre 1933. En conséquence, Mersey Lodge est consacrée le 19 janvier 1934.
En 1925, il devient 2e vicomte Leverhulme, des îles occidentales, cos Inverness et Ross et Cromarty, 2e baron Leverhulme, de Bolton-le-Moors, co. Lancaster, et 2e baronnet. Il est Juge de paix pour le Cheshire, lieutenant adjoint du Cheshire et Haut shérif du Cheshire en 1923. Il est maire de Bebington en 1937 et Pro-chancelier de Université de Liverpool entre 1932 et 1936
Les parents du 2e vicomte Leverhulme se sont mariés à l'église réformée unie de St Andrew et St George à Bolton, le 17 avril 1874. En 1936, William, 2e Lord Leverhulme, paye de nombreuses améliorations à l'église, notamment l'élargissement du choeur et la fourniture de stalles de choeur, d'une table de communion et d'une chaire. Il s'arrange pour un nouveau sol en marbre et l'estrade de communion soit finie avec de la pierre polie de Hopton Wood. Les murs du chœur et la tribune de l'orgue sont revêtus de boiseries en chêne autrichien sculpté. Il paye deux vitraux, l'un illustrant la ' Parabole des Talents ' en mémoire de son père, et un autre, 'Le Matin de la Résurrection', en mémoire de sa mère. 
Il est Capitaine au service du 4th/5th Cheshire Regiment (Armée Territoriale), commodore honoraire de l'air au service de l'escadron de ballons n° 919/923 (West Lancashire), Royal Auxiliary Air Force et colonel honoraire en 1941 au service de la 4th Anti-Aircraft Division, Royal Army Service Corps
Il est Chevalier de Justice, Ordre de Saint-Jean de Jérusalem (K.St.J.), reçoit la médaille Osborne Reynolds en 1937 et un diplôme honorifique de docteur en droit (LL. D.) par l'Université de Liverpool en 1937.
Lord Leverhulme est décédé le 27 mai 1949 et est enterré avec ses parents à Christ Church à Port Sunlight. Un buste de valeur, par Sir Charles Wheeler, de William, 2e vicomte Leverhulme, est volé en 2009 sur le socle près des tombes de ses parents à Christ Church, Port Sunlight.